# Christine Schuberth
Christine Schuberth, née le 11 février 1944 à Vienne, est une actrice autrichienne de cinéma, de télévision et de théâtre.

## Biographie
Couturière de formation, Christine Schuberth fait ses débuts d'actrice dans la troupe doyenne du théâtre austro-hongrois du Löwinger-Bühne (de).
À partir de 1965, elle mène carrière au cinéma se spécialisant plus particulièrement dans le genre alors très en vogue des Lederhosenfilm, des comédies érotiques à la mode allemande. Elle connait le succès en interprétant une prostituée du Vienne de 1900 dans le diptyque adapté du classique de la littérature érotique Josefine Mutzenbacher (L'Entrejambe, 1970 et Josefine Mutzenbacher II – Meine 365 Liebhaber (de), 1971). En plus de lui apporter une nouvelle popularité, le rôle lui vaut le surnom de « Mutzenbacherin ».
Travaillant davantage au théâtre et apparaissant régulièrement à la télévision, Christine Schuberth parvient à se défaire de son image d'actrice légère. Elle est invitée de la série Klimbim (de) et tourne dans des épisodes d' Inspecteur Derrick (1976) ou de Tatort (1984). Dans les années 1990, elle tient des rôles principaux dans les séries Ein Schloß am Wörthersee (avec Pierre Brice) et Hinter Gittern – Der Frauenknast (de).

## Filmographie

### Cinéma
- 1965 : 001 destination Jamaïque (en) (A 001: operazione Giamaica) d'Ernst R. von Theumer et Mel Welles
- 1965 : Belles d'un soir (Das Liebeskarussell), sketch Dorothea d'Alfred Weidenmann :
- 1966 : La Fontaine aux mille plaisirs (Die Liebesquelle) d'Ernst Hofbauer
- 1967 : Les Salauds se portent bien (de) (Heißes Pflaster Köln) d'Ernst Hofbauer
- 1968 : Der nächste Herr, dieselbe Dame (de) de Ákos Ráthonyi
- 1968 : Sünde mit Rabatt (de) de Rudolf Lubowski : Doris
- 1968 : Le Plaisir total (de) (Zieh dich aus, Puppe) de Ákos Ráthonyi : Christine
- 1969 : Pudelnackt in Oberbayern (de) de Hans Albin et Hans Billian : Christel Weinberger
- 1969 : Les Vierges folichonnes (Komm, liebe Maid und mache) de Jozef Zachar : la bonne
- 1969 : Hugo, der Weiberschreck (de) de Hans Albin : Teresa
- 1969 : Les petites chattes sont toutes gourmandes (Alle Kätzchen naschen gern) de Jozef Zachar : Minousch
- 1970 : Abarten der körperlichen Liebe de Franz Marischka
- 1970 : L'Entrejambe (Josefine Mutzenbacher) de Kurt Nachmann : Josefine Mutzenbacher
- 1970 : Das Glöcklein unterm Himmelbett (de) de Hans Heinrich (de) : Franziska Kloiber
- 1971 : Jeunes filles chez le gynécologue (de) (Mädchen beim Frauenarzt) de Ernst Hofbauer : Karin
- 1971 : Das haut den stärksten Zwilling um de Franz Josef Gottlieb : Monika
- 1971 : Josefine Mutzenbacher II – Meine 365 Liebhaber (de) de Kurt Nachmann : Josefine Mutzenbacher
- 1971 : Käpt’n Rauhbein aus St. Pauli (de) de Rolf Olsen : Vroni
- 1971 : Sonne, Sylt und kesse Krabben (de) de Jerzy Macc : Sabine Weber
- 1972 : Sie liebten sich einen Sommer (de) de Harald Reinl : Rosie
- 1972 : Kinderarzt Dr. Fröhlich de Kurt Nachmann : une étudiante
- 1972 : Roi, Dame, Valet (King, Queen, Knave) de Jerzy Skolimowski : Isolda
- 1972 : Jeux d'amour chez les jeunes filles (de) (Liebesspiele junger Mädchen) de Franz Josef Gottlieb : Christine Schumann
- 1972 : Die Pfarrhauskomödie (de) de Veit Relin : la nonne mince
- 1972 : Les Émotions particulières (Auch Fummeln will gelernt sein) de Kurt Nachmann : Pepi Vibiral / Josefine Mutzenbacher
- 1973 : Vous intéressez-vous à la chose ? (Haben Sie Interesse an der Sache?) de Jacques Baratier : Marie
- 1975 : So oder so ist das Leben (de) de Veit Relin : Liz
- 1975 : Lady Dracula de Franz Josef Gottlieb
- 1983 : Sunshine Reggae auf Ibiza (de) de Franz Marischka : Renate
- 1986 : Geld oder Leber (de) de Dieter Pröttel (de)
- 1988 : Starke Zeiten (de) de Sigi Rothemund, Rolf Olsen, Otto Retzer (de), Klaudi Fröhlich (de) et Helmut Fischer (de) : Trude
- 1992 : Immer Ärger mit Nicole de Frank Strecker (de)
- 2001 : Ene mene muh - und tot bist du de Houchang Allahyari (de) : Station Sister Sigrid « SSS »

### Télévision
- 1969 : Reisedienst Schwalbe, série télévisée : Gloria
- 1970 : Baal, téléfilm de Volker Schlöndorff :
- 1973 : Les Aventures du capitaine Lückner, épisode Das Bordfest : Christine
- 1974 : Münchner Geschichten (de), épisode Maulhelden : Lotte
- 1975 : Der Kommissar, épisode Der Tod des Apothekers : Lena Lahuser
- 1975 : Klimbim (de), série télévisée : Gloria
- 1976 : Vier gegen die Bank (de), téléfilm de Wolfgang Petersen : Gaby Pagodi
- 1976 : Ein Herz und eine Seele (de), épisode Massage
- 1976 : Inspecteur Derrick, épisode Un Truc Super : Simke Mains
- 1984 : Tatort, épisode Der Mann mit den Rosen : Marion Drexler
- 1986 : Kir Royal (de), épisode Muttertag : Fanny Kessler
- 1990 : Roda Roda, série télévisée
- 1990-1992 : Wenn das die Nachbarn wüßten (de), série télévisée : Frau Wächter
- 1990-1993 : Ein Schloß am Wörthersee, série télévisée : Ulla Wagner
- 1993 : Der blaue Diamant (de), téléfilm d'Otto Retzer (de) : Sonja
- 1994 : En quête de preuves, épisode En plein cœur : Iris Maran
- 1994 : Drei zum Verlieben, série télévisée
- 1994 : Rex, chien flic, épisode Traces de sang : Irene Neumann
- 1996 : Klinik unter Palmen (de), série télévisée : Marietta
- 1994-1998 : Tohuwabohu (de), série télévisée
- 1996-2000 : Kaisermühlen-Blues (de)
- 1998 : Medicopter, épisode Prise d'otages : Gerda Ortner
- 1997-2007 : Hinter Gittern – Der Frauenknast (de) : Jeanette Bergdorfer
- 2007 : Der Bulle von Tölz (Gastauftritt)